# Paper de calc

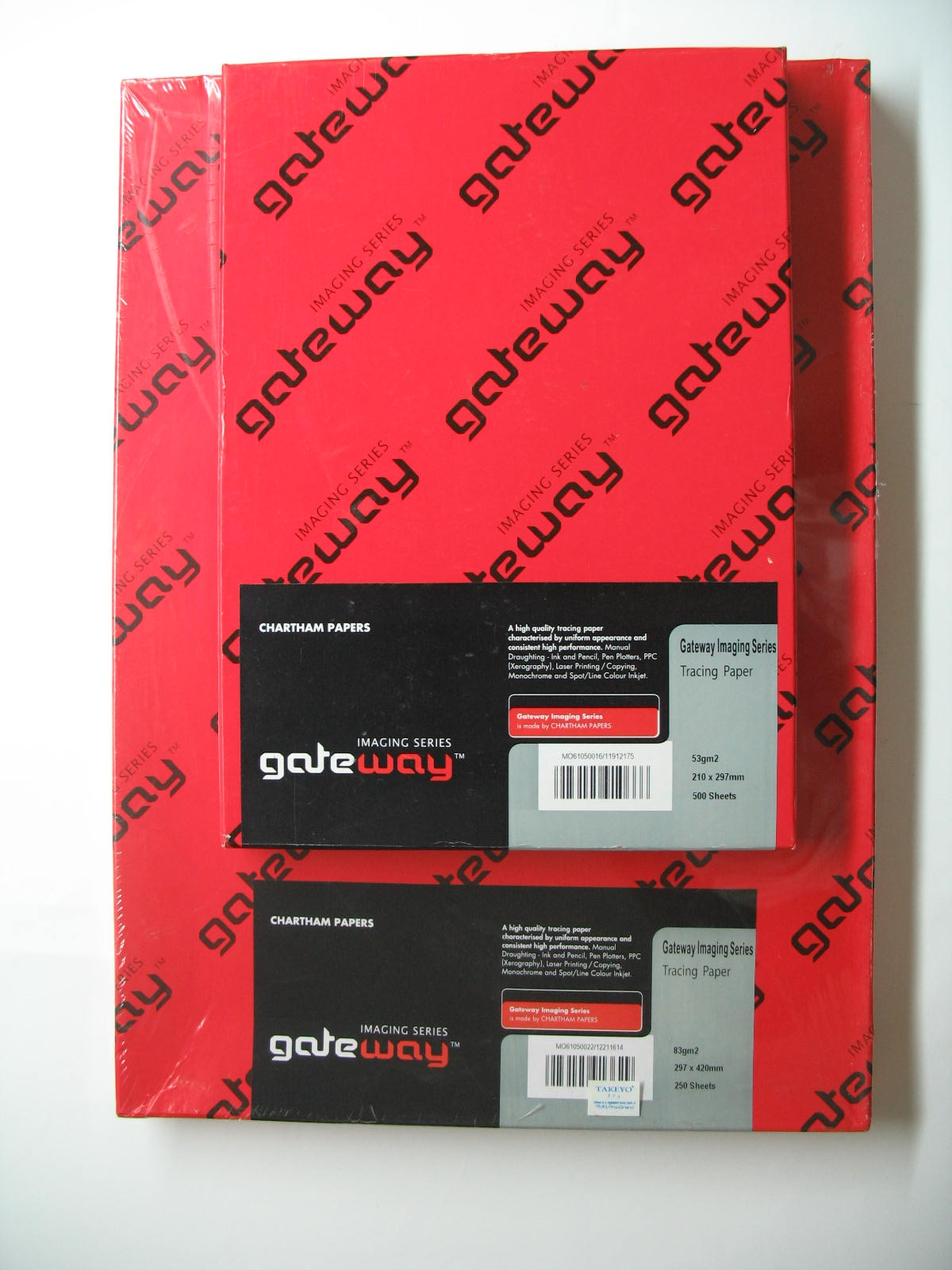
Paquet de paper de calc

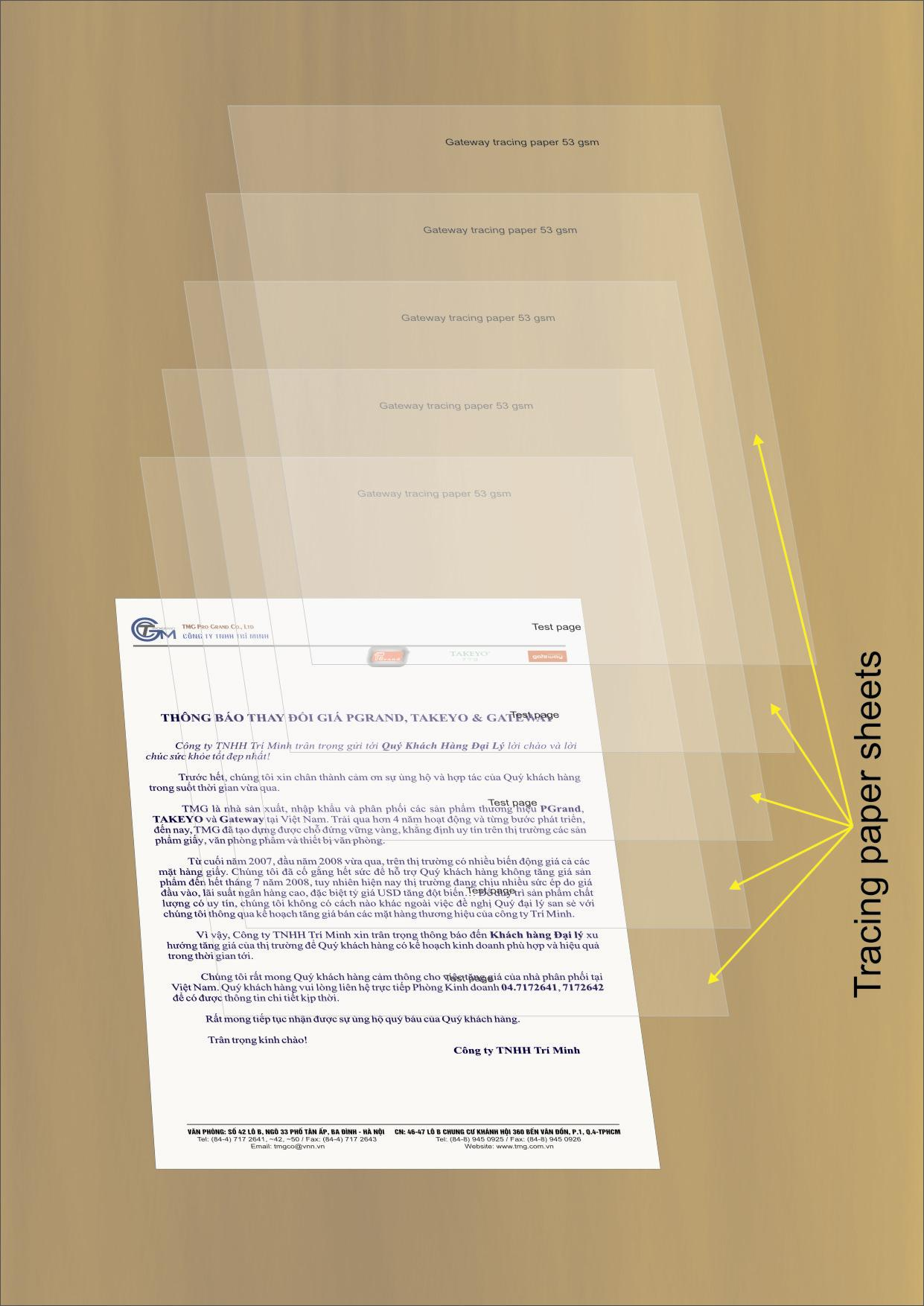
Escala de transparència paper de calc

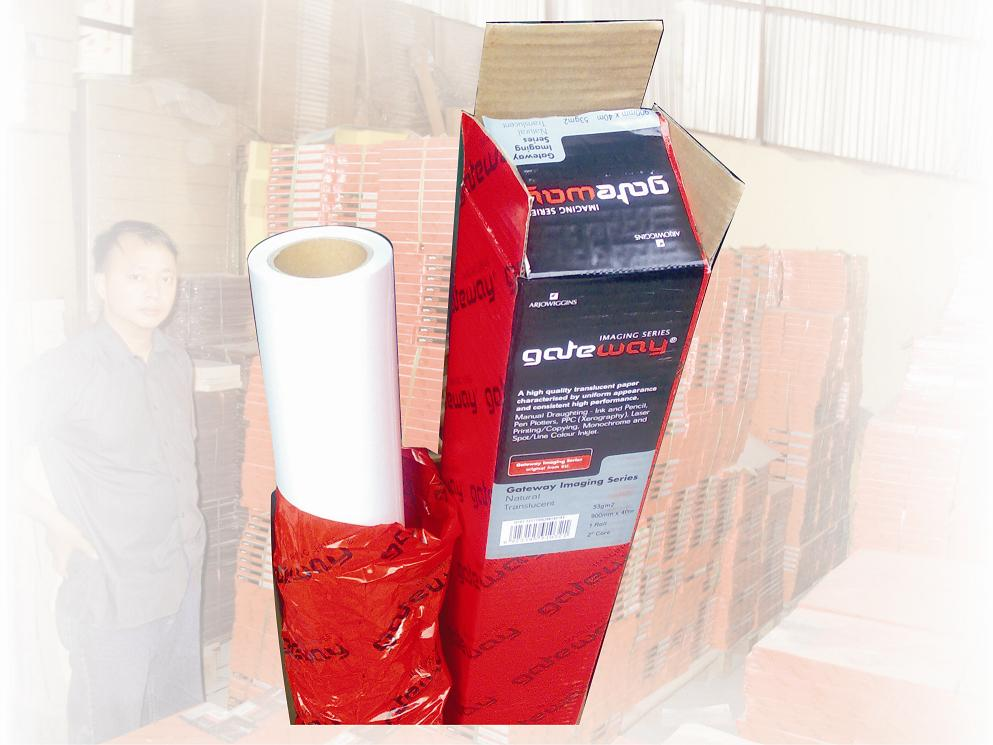
Rotllo de paper de calc

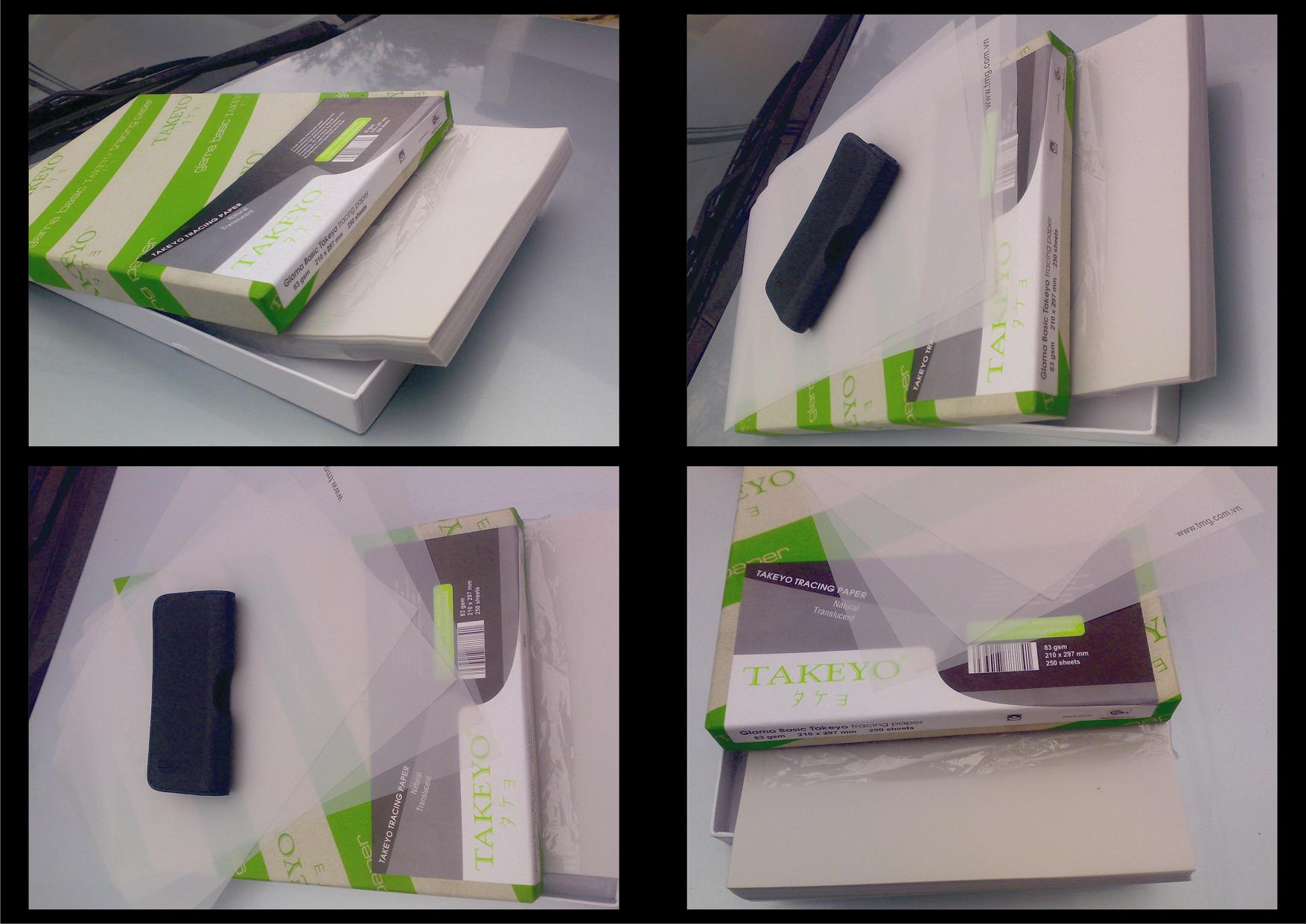
Mostres de paper de calc

El  paper de calc  és un tipus de paper translúcid. És fabricat per la immersió de paper de bona qualitat en àcid sulfúric durant alguns segons. L'àcid transforma una part de la cel·lulosa, donant l'efecte translúcid del paper de calc.
El paper calc és utilitzat per a reproduir un dibuix (artístic o tècnic), ja que permet veure l'original a través d'ell. Es pot fer així un calc idèntic.
Cal tenir en compte que la fibra de cel·lulosa pura és de per si translúcida. L'aire empresonat en les fibres fa el paper opac i visualment blanc. Si el paper és prou "refinat" per eliminar l'aire entre les fibres, el full també és translúcid.

## Formats de paper de calc
| Substància     | Densitat    | Humitat     | Rugositat           | Translucidesa (transparència) | Resistència a la tracció | Superfície pH alcalí |
| -------------- | ----------- | ----------- | ------------------- | ----------------------------- | ------------------------ | -------------------- |
| ISO 536 (g/m²) | (kg/m³)     | ISO 287 (%) | ISO 8791-2 (ml/min) | ISO 2469 (%)                  | ISO 1974 (mN)            | ISO 6588 (pH)        |
| 42             | 1,200÷1,235 | 7           | 100-300             | 79+/-5                        | 220-440                  | 6-7                  |
| 53             | 1,200÷1,235 | 7           | 100-300             | 77+/-5                        | 220-440                  | 6-7                  |
| 63             | 1,220÷1,250 | 7           | 100-300             | 75+/-5                        | 220-440                  | 6-7                  |
| 73             | 1,220÷1,250 | 7.5         | 100-300             | 75+/-5                        | 220-440                  | 6-7                  |
| 83             | 1,220÷1,250 | 7.5         | 100-300             | 75+/-5                        | 220-440                  | 6-7                  |
| 93             | 1,220÷1,250 | 7.5         | 100-300             | 75+/-5                        | 220-440                  | 6-7                  |
| 100            | 1,220÷1,250 | 7.5         | 100-300             | 75+/-5                        | 220-440                  | 6-7                  |
| 112            | 1,220÷1,250 | 8           | 100-300             | 73+/-5                        | 220-440                  | 6-7                  |
| 130            | 1,220÷1,250 | 8           | 100-300             | 69+/-5                        | 220-440                  | 6-7                  |
| 150            | 1,220÷1,250 | 8           | 100-300             | 65+/-5                        | 220-440                  | 6-7                  |
| 160            | 1,220÷1,250 | 8           | 100-300             | 61+/-5                        | 220-440                  | 6-7                  |
| 170            | 1,220÷1,250 | 8           | 100-300             | 59+/-5                        | 220-440                  | 6-7                  |
| 190            | 1,220÷1,250 | 8           | 100-300             | 55+/-5                        | 220-440                  | 6-7                  |
| 200            | 1,220÷1,250 | 8           | 100-300             | 53+/-5                        | 220-440                  | 6-7                  |
| 240            | 1,220÷1,250 | 8           | 100-300             | 47+/-5                        | 220-440                  | 6-7                  |
| 280            | 1,220÷1,250 | 8           | 100-300             | 45+/-5                        | 220-440                  | 6-7                  |

## Aplicacions

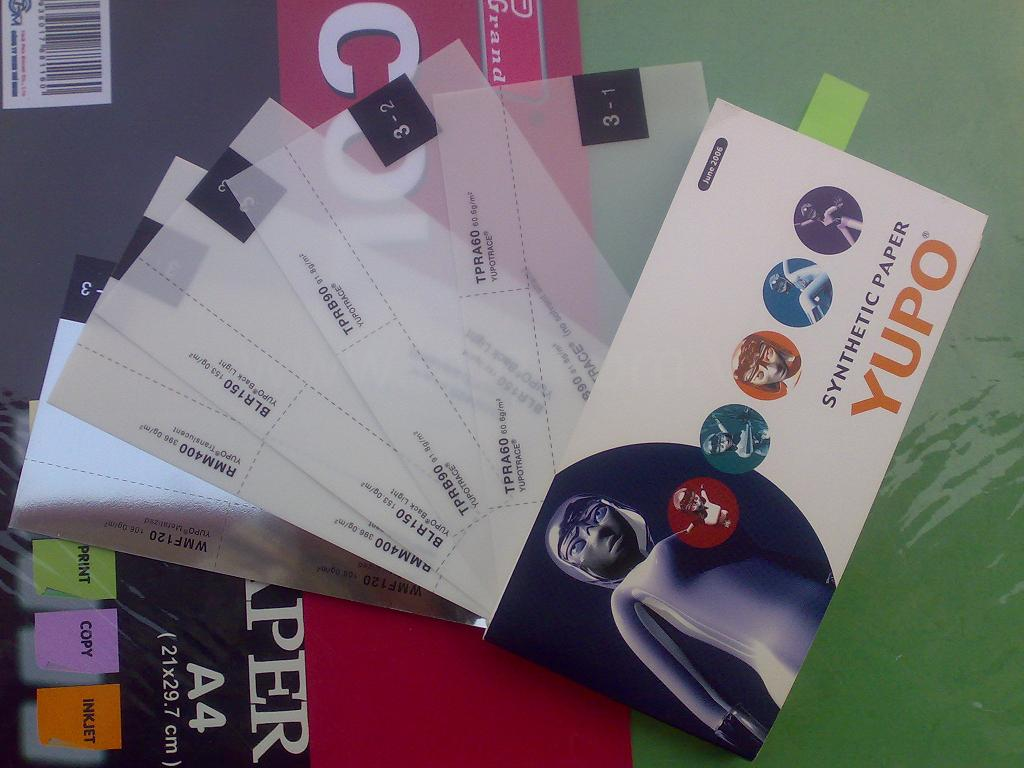
Paper sintètic Yupo (Japó)

## Llista dels fabricants de paper de calcar
- paper de calc Arxivat 2006-01-12 a Wayback Machine.
- Schoellershammer Arxivat 2007-09-28 a Wayback Machine.
- Canson paper de calc

## Nota
1. ↑  Gwen Diehn. The Decorated Journal: Creating Beautifully Expressive Journal Pages.  Sterling Publishing Company, Inc., 1 juny 2005, p. 13–. ISBN 9781579906511 [Consulta: 5 febrer 2011].